# زره واکنشی انفجاری

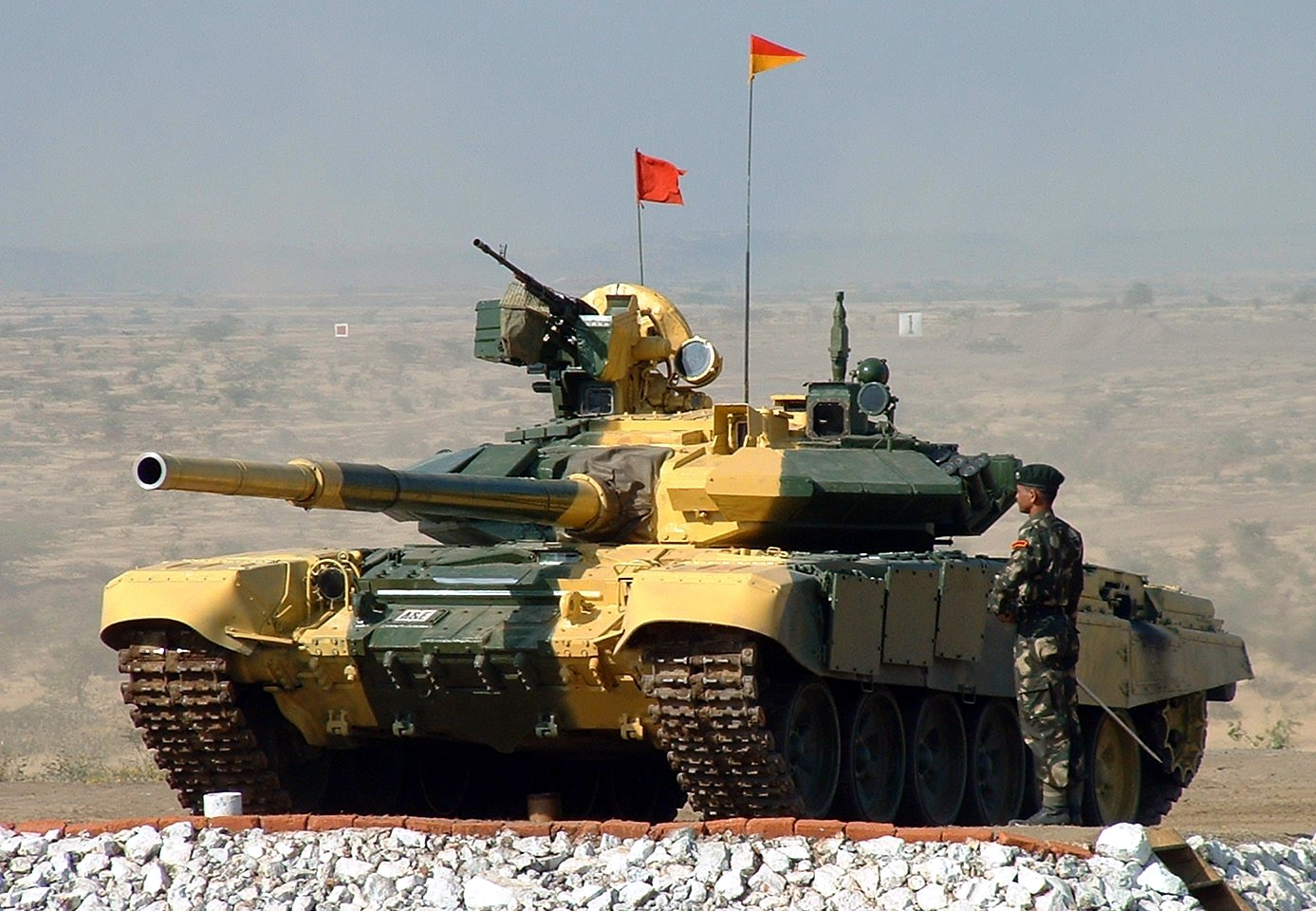
تانک t-۹۰ مجهز به زره واکنشی

زره واکنشی انفجاری (به انگلیسی: Reactive armour) موشک‌های ضد زره تهدید بزرگی برای خدمهٔ تانک محسوب می‌شوند، موقع برخورد یک موشک ضد زره به تانک فقط عبور موشک به داخل زره کشنده نیست بلکه موج انفجار موشک بارها کشنده تر و مخرب تر است
زره واکنشی به صفحه‌هایی (عمدتاً فلز) گفته می‌شوند که با مواد منفجره پر می‌شوند و روی زره اصلی تانک نصب می‌شوند، هدف از انجام این کار کاهش خطرات موشک‌های ضد زره است.

## نحوهٔ کار
وقتی که یک موشک به سمت تانک شلیک می‌شود در صورت برخورد به این زره واکنشی باعث انفجار زره واکنشی می‌شود همین انفجار سبب می‌شود که موشک به عقب رانده شود و بنا بر این خسارات وارد شده بسیار کم‌تر است؛
البته موشک‌هایی نیز مانند اف‌جی‌ام-۱۴۸ جاولین به تازگی ساخته شده که در مرحلهٔ اول خود یک سر کوچک دارند و برای از بین بردن همین زره واکنشی استفاده می‌شوند و در مرحلهٔ دوم موشک اصلی قرار میگرد.

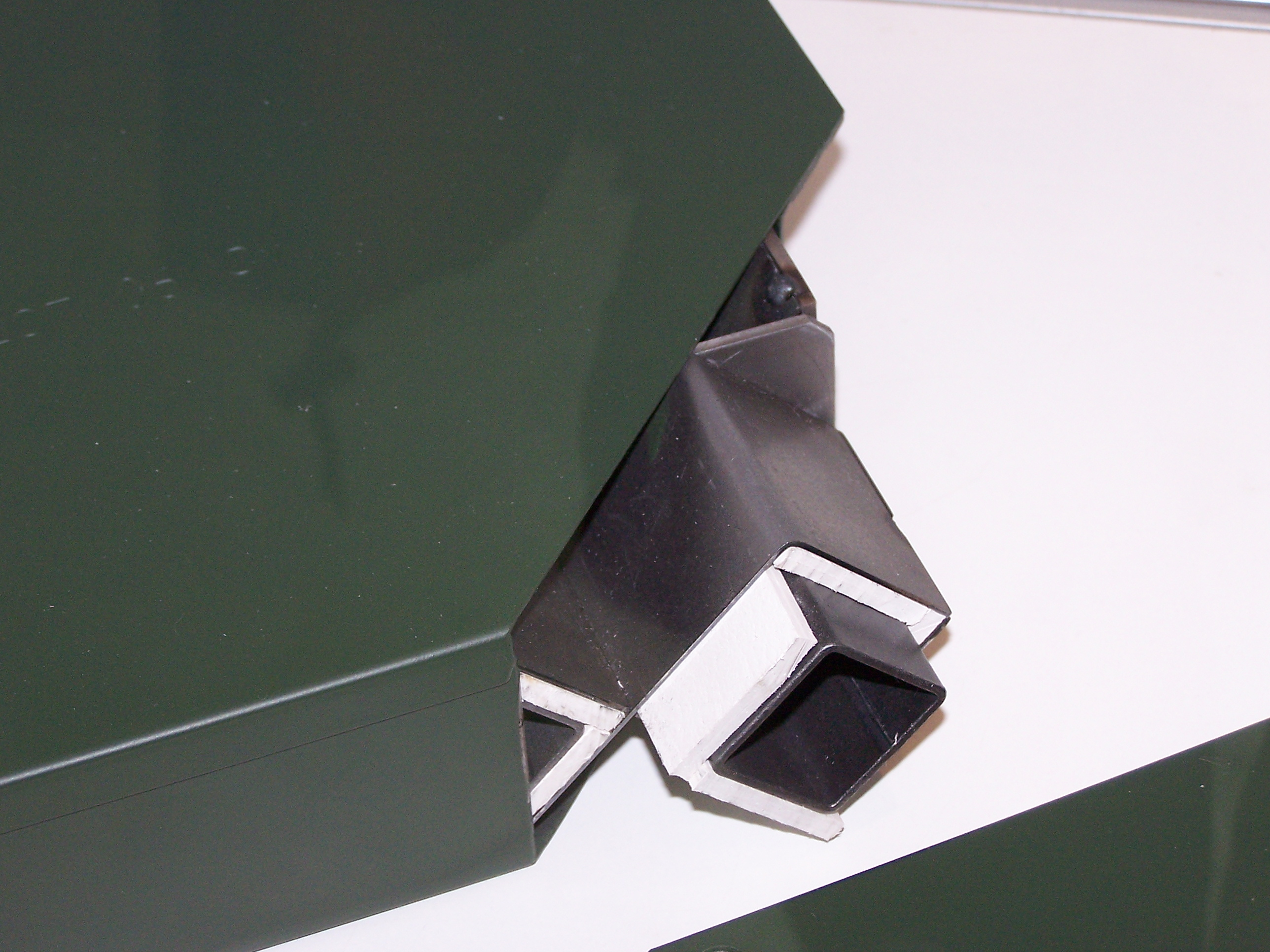
یک مدل زره واکنشی خالی از مواد منفجره